# Eubaphe rotundata
Eubaphe rotundata är en fjärilsart som beskrevs av Everard Charles Cotes och Swinhoe 1922. Eubaphe rotundata ingår i släktet Eubaphe och familjen mätare. Inga underarter finns listade i Catalogue of Life.